# Ölglas

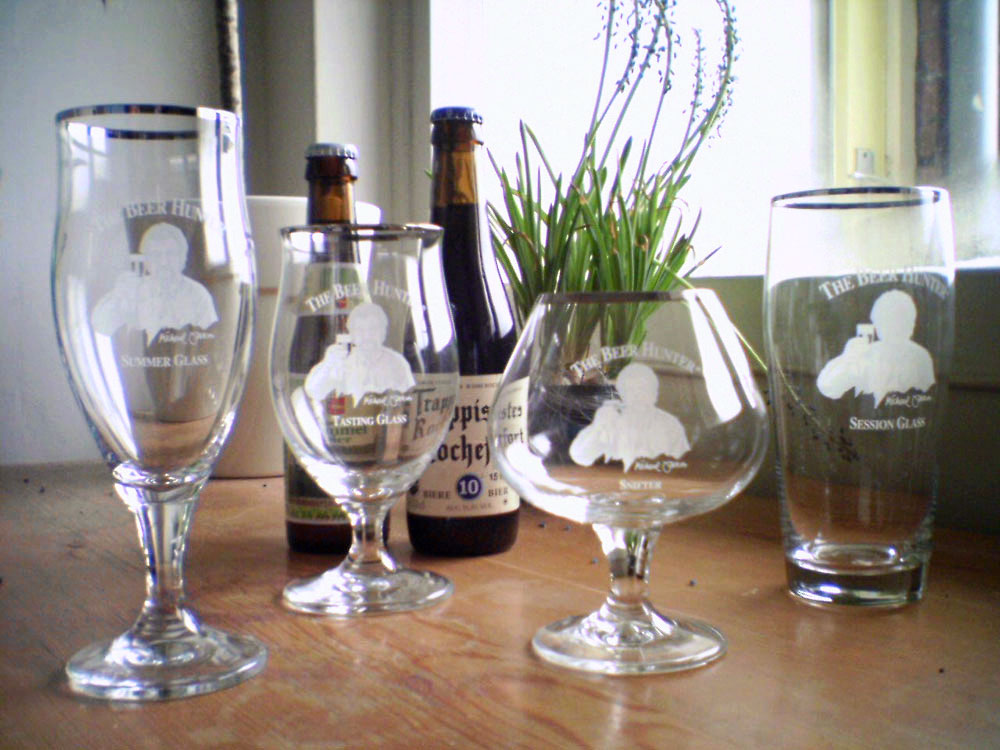
Olika former av ölglas.

Ölglas är olika glasvaror som utformats för servering och förtäring av öl eller öl i ett glas.

## Exempeltyper
Ölglas varierar världen över och förekommer i diverse form och figur. Vissa är likformiga dricksglas medan andra är försedda med hänkel likt en mugg. Vissa är utformade för att komplettera, förstärka eller på annat sätt påverka en viss typ av öls temperatur, karaktär och arom.

### Per ölsort
- Pilsnerglas – dricksglas särskilt för pilsner
- Veteölglas – dricksglas särskilt för veteöl

### Per utformning

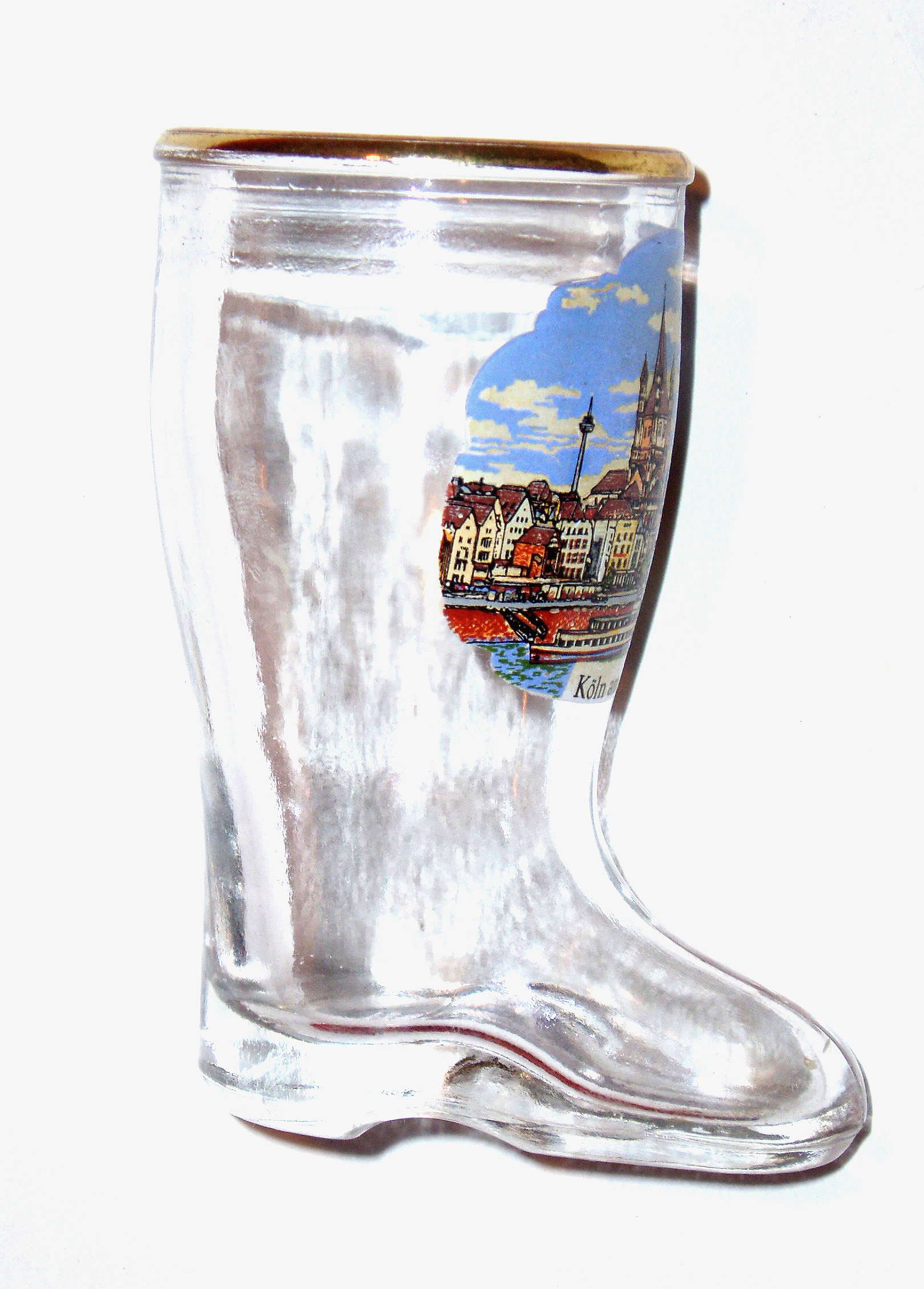
En ölstövel för ölhävning.

- Ölglas – tunnväggigt dricksglas för förtäring av öl
- Ölkanna – glaskanna för uppservering av öl till flera
- Ölmugg – tjockväggig glasmugg (med hänkel) för förtäring av öl
- Ölstövel (tyska: Bierstiefel) – ölglas i form av en stövel för ölhävning

### Per volymmått
- Helstop – ölglas som håller 1 svenskt stop = 1,3085 liter
- Halvstop – ölglas som håller 1/2 svenskt stop = 0,654 liter
- Masskrug – ölmugg som håller 1 Maß = 1 liter, tidigare 1 Maßkanne = 1,069 liter
- Pintglas – ölglas som håller 1 imperisk pint = 0,568 ml liter
- Ölsejdel – ölmugg som håller 1 sejdel = 0,534 liter

## Bilder

Ölglas
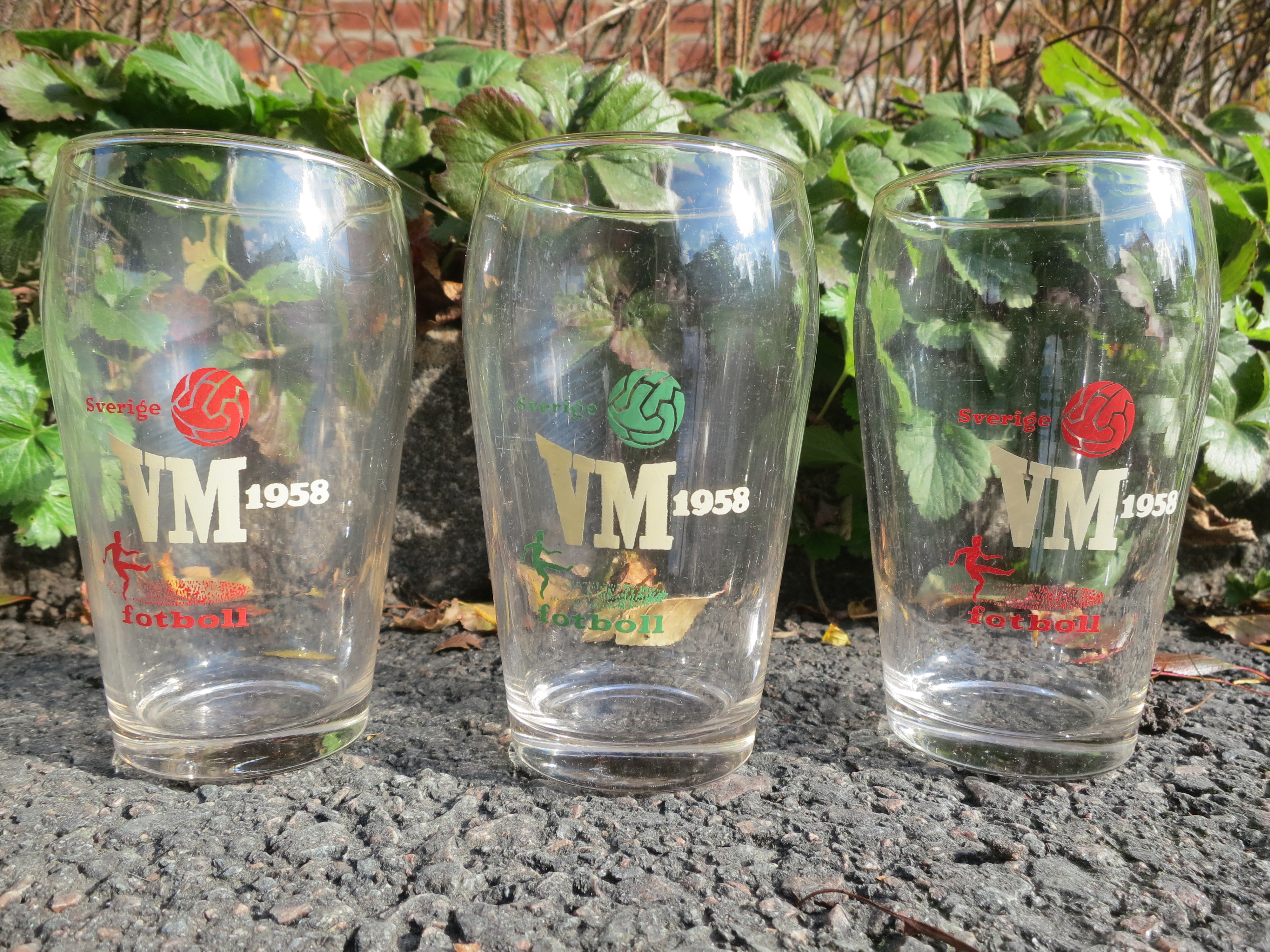
2.5-dl ölglas tillverkade av Surte glasbruk för fotbolls-VM i Sverige 1958.
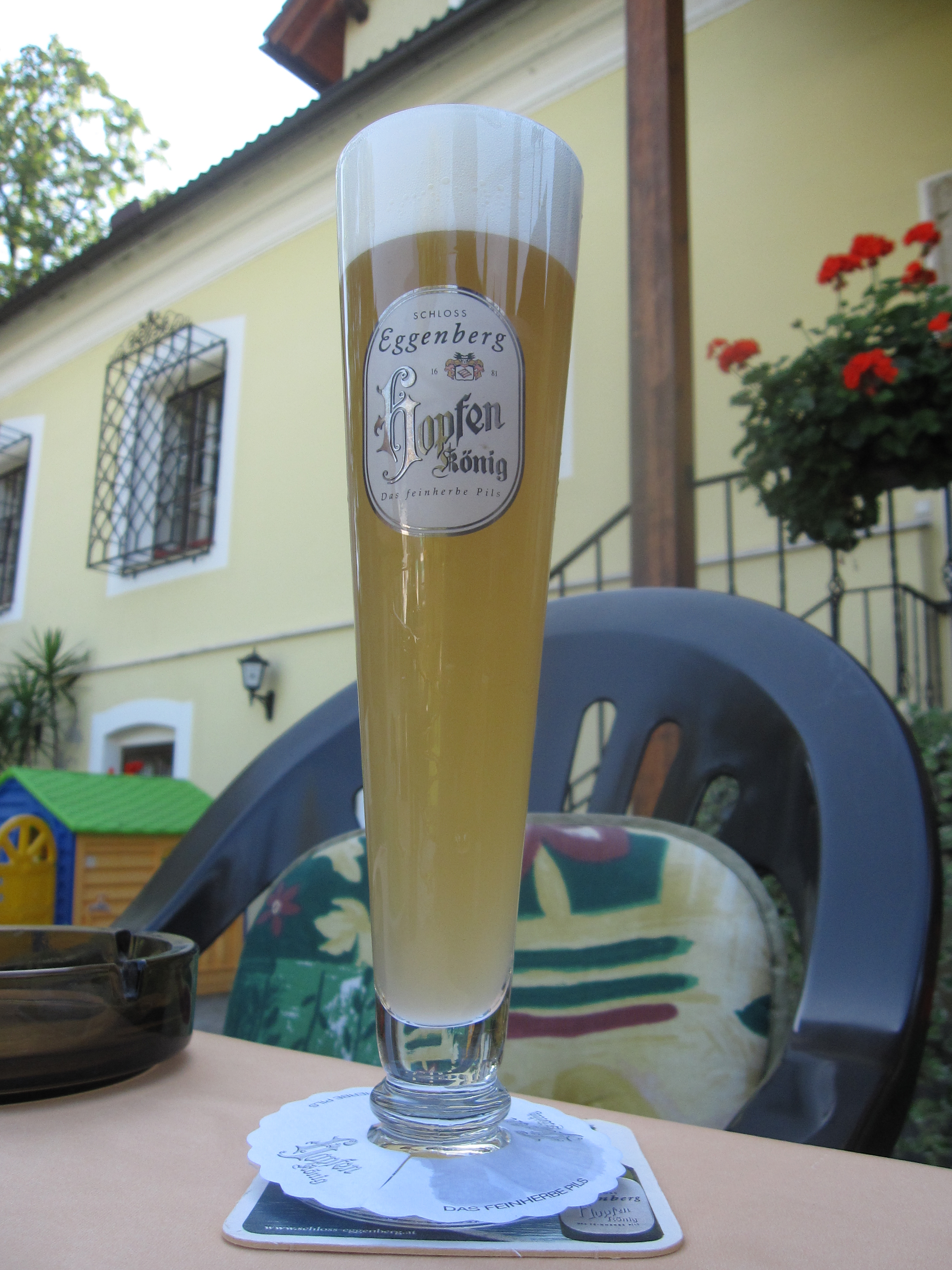
Österrikiskt pilsner-glas.
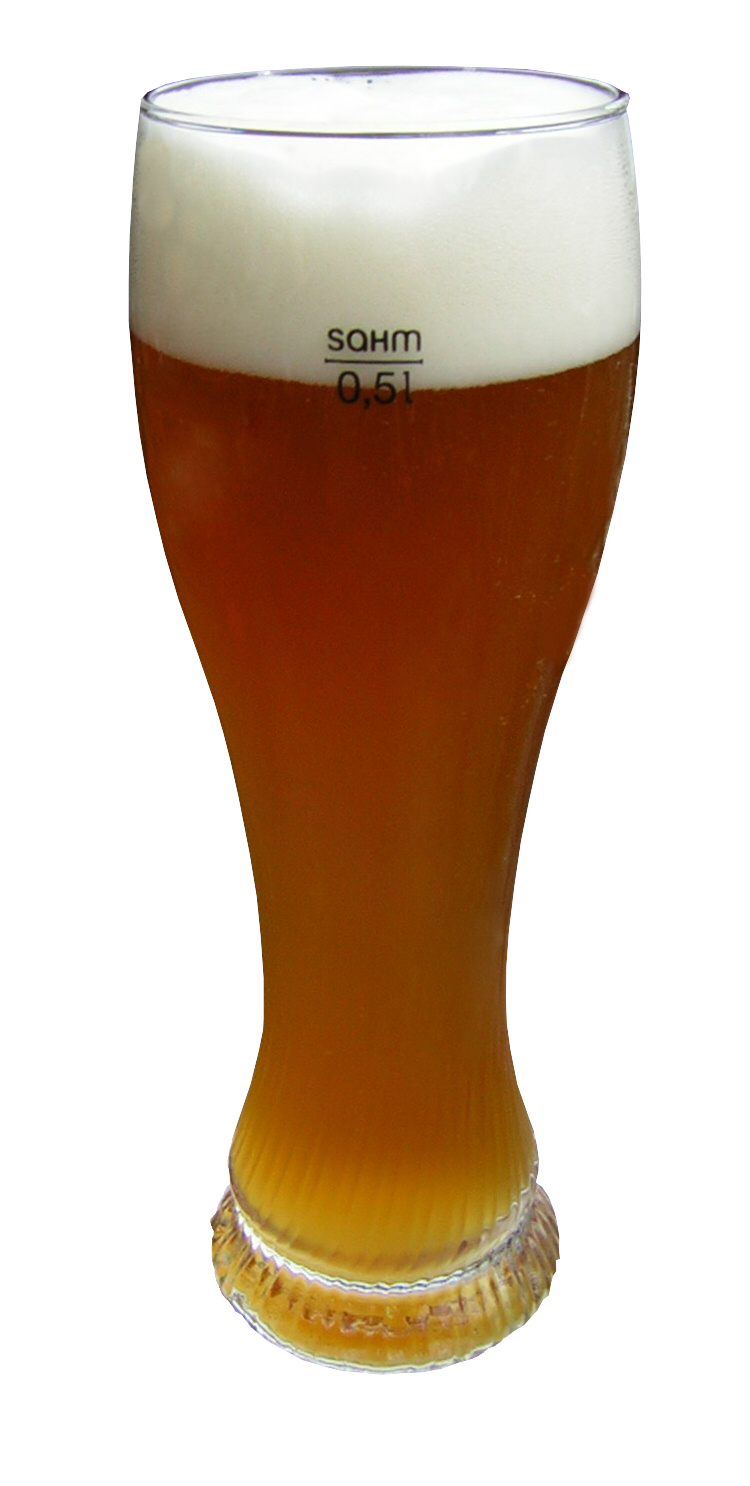
Glas för vete-öl.
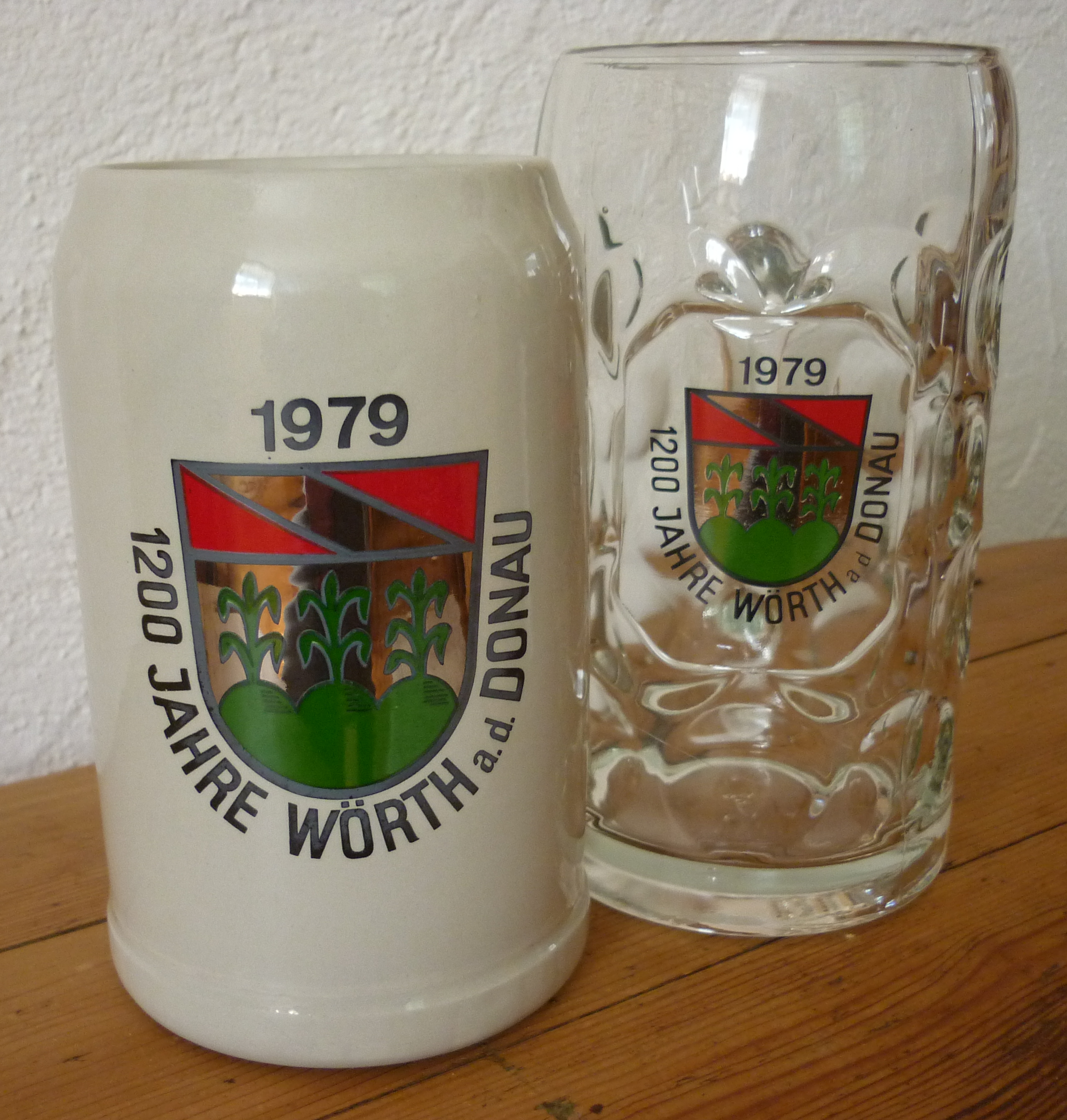
Masskrug i keramik samt glas.
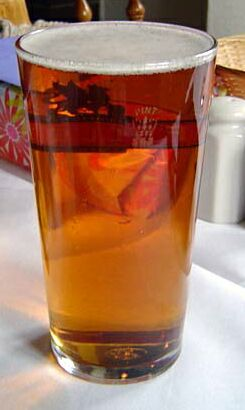
Konformat pint-glas.